# Herbard VIII. von Auersperg

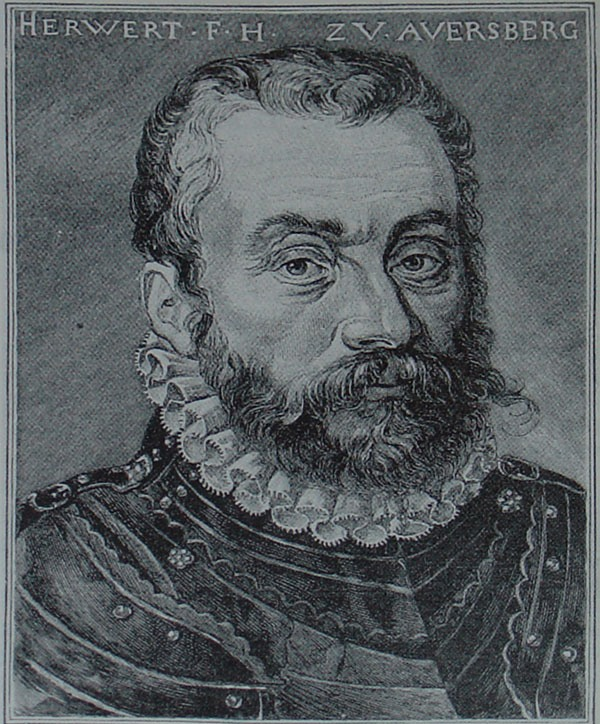
Herbard von und zu Auersperg

Herbard VIII. Freiherr von und zu Auersperg (* 15. Juni 1528 in Wien; † 22. September 1575 bei Budatschki in Kroatien, gefallen)  erwarb sich große Verdienste als Landeshauptmann von Krain, als Oberbefehlshaber der Kroatischen und Slawonischen Militärgrenze und als Feldherr. Als Anhänger  und Förderer des Protestantismus trug er in hohem Maße dazu bei, dass auch in Krain die Reformation Fuß fasste. Die Slowenen nennen ihn Hervard Turjaški. Er wird als ein Held Krains bezeichnet. Sogar die Kroaten reihten Herbard unter die „berühmten Kroaten“ ein. Sein angestammter Sitz war die von seinen Vorfahren in Krain erbaute Burg Auersperg (Turjak).

## Wappen

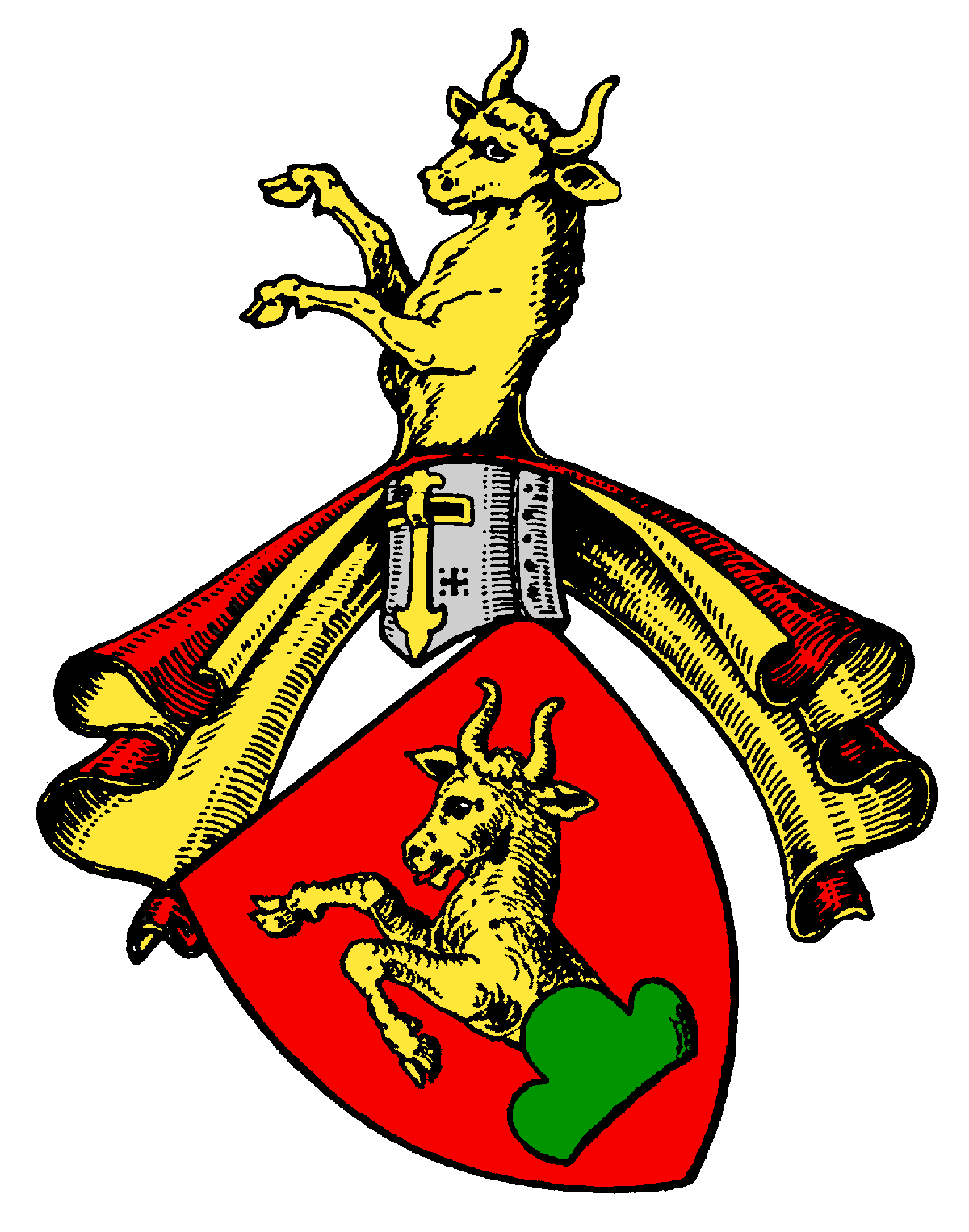
Wappen von Herbard VIII. von Auersperg

Sein Wappen war zugleich das Stammwappen derer von Auersperg. Im roten Schild ein aus einem Dreiberg wachsender Auerochse; auf dem Schild ein Spangenhelm mit rotgoldenen Decken; Helmzier: Auerochse wachsend.

## Biografie
Herbard wurde in die Zeit der Ausbreitung der Reformation, der stärksten Türkeneinfälle und der Bauernunruhen in Krain hineingeboren. Den ersten Schliff bekam er als Knabe auf entsprechenden Schulen in Wien. Danach kam er als Page an den fürstlich klevischen Hof. Dort konvertierte er auch zum evangelischen Glauben. Seiner Neigung und seinem militärischen Talent entsprechend, folgte der junge Auersperg dem Beispiel vieler seiner Vorfahren und schlug die militärische Laufbahn ein. Unter der fachkundigen Führung des Hans Freiherrn von Lenkowitsch (heutige Schreibweise ist slowenisch Ivan Lenkovič bzw. kroatisch Lenković), des damaligen Obersten der steirischen und „windischen“ Grenze und des Organisators der Türkengrenze, hatte Auersperg reichlich Gelegenheit, sich insbesondere im Kampf gegen die Türken auszuzeichnen. Seine Verdienste auf militärischem Gebiet waren bald so groß, dass er 1548, gerade 20 Jahre alt, zum Hauptmann über die Uskoken in der damals strategisch wichtigen Grenzfestung Zengg (Senj) an der dalmatinischen Küste befördert wurde. Am 14. März 1550 folgte die Erhebung in den Freiherrenstand und im Jahre 1557 die Ernennung zum Vizebefehlshaber an der kroatischen Grenze. Im Jahre 1566 gelang es ihm im Tal des Unaflusses in der Nähe der Festung Novi ein türkisches Heer zu besiegen und den türkischen Befehlshaber gefangen zu nehmen. Für diesen erfolgreichen Einsatz wurde er zum Landeshauptmann von Krain ernannt, eine Aufgabe, die in jenen Zeiten den Amtsinhaber vor große Herausforderungen stellte. Dieses Amt behielt er bis zu seinem Tod im Jahre 1575, nach anderen bis zum Jahre 1572. Im Jahre 1569 übernahm er als kommandierender General den Oberbefehl über die gesamte kroatische Türkengrenze.

## Familie
Herbard entstammte der Pankrazischen oder krainischen Linie der Auersperg. Einer der Nachkommen des Pankraz von Auersperg (1441–1496), Herbards Großvater, war stets Erbe und Eigentümer des Stammsitzes Auersperg.
Herbards Vater war Trojan von Auersperg (* 24. Oktober 1495; † 10. September 1541 in Wien, begraben in der dortigen Minoritenkirche zum hl. Kreuz). Dieser lebte in jungen Jahren zunächst in Laibach, danach in Wien. Schon bald nahm er regen Anteil am öffentlichen und politischen Leben. Er war Ritter, Obersterblandkämmerer in Krain und in der Windischen Mark, Landverweser in Krain, kaiserlicher Rat und Regent des Regiments der Niederösterreichischen Lande. Nach dem Tod Kaiser Maximilians I. wurde ihm neben Georg von Schnitzenbaum die Ehre zuteil, als Vertreter Krains dem neuen Kaiser Karl in Spanien zu huldigen. Er soll sich auch bei der Verteidigung Wiens, das im Jahre 1529 von den Türken belagert wurde, ausgezeichnet haben. Trojan war es auch, der nach dem verheerenden Erdbeben in Krain im Jahre 1511 das stark beschädigte Auersperg wieder aufbauen ließ.
Nach der Rückkehr aus Spanien heiratete Trojan am 19. Januar 1520 in Görz die 18-jährige Anna Egkh von Hungerspach (* 1502), Tochter des Georg Egkh von Hungerspach auf Neuburg, und der Katharina von Liechtenstein aus dem Hause Karneid. Anna war nicht nur vermögend, sondern offensichtlich auch von guter Gesundheit; sie gebar ihm mindestens neun Kinder. Bei seinem Tod 1541 waren alle seine Kinder noch minderjährig. Neben seiner Frau setzte Trojan testamentarisch noch weitere Personen ein, die sich um die Familie kümmern sollten.
Herbard ehelichte im Jahre 1549 Maria Christina Freiin von Spaur-Valör, die Tochter des Erbmundschenken  von Tirol, Ulrich. Sie hatten vier Söhne. Der jüngste, Johann Thomas (1556–1557) starb noch im Kindesalter. Die anderen studierten in Tübingen und in Padua, wo Trojan (1554–1569) mit 15 Jahren starb. Beigesetzt wurde er in dem dortigen Augustinerkloster.
Für die Freilassung des Sohnes Wolf Engelbrecht (1552–1590), der in der Schlacht bei Budatschki 1575 in türkische Gefangenschaft geraten war, setzte sich sogar Erzherzog Karl ein mit einem entsprechenden Schreiben an den Papst Gregor XIII. Im Jahre 1577 kehrte Wolf Engelbrecht nach Krain zurück, wo er die militärische Karriere fortsetzte. Im Jahre 1589 heiratete er Elisabeth von Egkh († um 1621). Da er jedoch ein Jahr später starb, nahm man an, dass ihm seine türkischen „Gastgeber“ vor seiner Freilassung, ähnlich wie es bei Ludwig von Kosiack der Fall gewesen war, ein langsam wirkendes Gift verabreicht haben.
Der älteste Sohn Herbards, Christoph (1550–1592) heiratete in erster Ehe im Jahre 1573 Anna von Maltzan († 1583) und in zweiter Ehe 1589 Elisabeth von Tannhausen (ca. 1558–1595). Christoph sorgte für eine zahlreiche Nachkommenschaft, die die pankrazische Linie fortsetzte. Hieraus entstammte auch die fürstliche Linie.

## Förderer des Protestantismus
Der Ruf nach einer ´Reformation der Kirche an Haupt und Gliedern` wurde in jener Zeit auch in Krain laut. Auersperg war, wie so viele seiner Standesgenossen in Krain, ein überzeugter Anhänger und Förderer des Protestantismus. Von Jugend auf war er der evangelischen Lehre zugetan. Er bekannte sich offen zur evangelischen Religion und begegnete den antiprotestantischen Maßnahmen der katholischen Hierarchie mit würdiger und fester Haltung.
Die Familie hatte auch freundschaftliche Beziehungen zu Primož Trubar (* 9. Juni (?) 1508 in Raščica; † 28. Juni 1586 in Derendingen), dem „Luther“ der Slowenen. Als Trubar wieder einmal aus Deutschland ins heimische Krain kam, schickte ihm die Frau Herbards drei Pferde entgegen und lud ihn zu sich ein. Die Familie  „unterstützte auch den zweiten Schöpfer einer slowenischen Literatur, Magister Jurij (Georg) Dalmatin (* um 1547 in Gurkfeld / Krško; † 31. August 1589 in Laibach), den Herausgeber des windischen (d.i. slowenischen) Bibelwerks.“
In der Kirche St. Kanzian, die in der Nähe der Burg Auersperg stand, stellte Auersperg vom Jahre 1564 an nur protestantische Prädikanten ein. In der Burg selbst ließ er die alte Kapelle renovieren, wo der Gottesdienst von da an nur von lutherischen Prädikanten abgehalten wurde. Diese Kapelle, verziert mit mittelalterlichen Ornamenten, heißt heute noch Lutherkapelle.
Neben den Missständen in der Kirche missfiel Auersperg jedoch nicht nur die Unsummen verschlingende Prachtentfaltung am Hofe, sondern auch die „in den Landen“, womit er den Adel meinte; die Mittel für die Finanzierung der Landesverteidigung zur Abwehr der Gefahren von außen würden nur zögerlich bewilligt und stattdessen den Bauern immer höhere Steuern auferlegt. Darin erkannte Auersperg mit klarem Blick eine weitere Gefahr, die in diesem Fall dem Land von innen drohte.

## Schlacht bei Budatschki

### Vorbereitungen
In Bruck an der Mur, wo Abgeordnete der Erbländer Anfang September 1575 über die Maßnahmen und über die Bewilligung der Mittel zur Verteidigung der Grenzen beratschlagten, erreichten Auersperg während der Sitzung gesicherte Nachrichten über größere türkische Truppenkonzentrationen bei Bihatsch (Bihać). Fünf Begs schickten sich an mit einem wohl gerüsteten Heer Kroatien zu überrennen. Auersperg sagte: „Ich weiche der Schlacht nicht aus, obwohl ich weiß, dass mich das diesmal meinen Kopf kosten wird.“ und machte sich unverzüglich auf den Weg zur Grenze. Geplagt von Todesahnungen verbrachte er einige Tage auf Auersperg bei seiner Familie und erstellte sein Testament. Kurz darauf brach er mit seinem Sohn Wolf Engelbrecht und 50 Reitern nach Freienthurn (Pobrežje) an der Kulpa auf. Freienthurn war damals ein Marktflecken mit einer größeren Festung, wo das Rüstzeug aufbewahrt war. Von dort aus schickte er Boten an alle Offiziere an der Grenze mit dem Befehl, ihre Mannschaften entsprechend auszurüsten, in Marsch zu setzen und innerhalb von vier Tagen bei der Festung Budatschki (Budački, deutsch auch Budatsky)  zu ihm zu stoßen. Auersperg selbst traf mit seiner Begleitung am 21. September beim kroatischen Edelmann Tušilović in der Nähe von Budatschki ein und schlug dort sein Lager auf.

### Verlauf der Schlacht
Etwa 1000 Mann Berittene und einige tausend Fußsoldaten stießen zu ihm. Valvasor berichtet, dass Auersperg eine unruhige Nacht verbrachte, als ahnte er, er sei verraten, umzingelt und verloren. Noch bei Dunkelheit ließ er seine Diener wecken, legte seine Rüstung an und sandte vier kroatische Reiter aus, die das feindliche Lager auskundschaften und ihm Bericht erstatten sollten. Es war der 22. September 1575. Er sprach noch einige aufmunternde Worte zu seinem Sohn und zu den treuen Gefährten, Friedrich von Weichselberg, Hauptmann der Schützen und dessen Leutnant Daniel von Tettau und Julius von Sara, danach inspizierte er in Begleitung einiger Getreuer die Vorposten.
Da wurde der Trupp von einem türkischen Vorauskommando attackiert. Auersperg griff sofort an und schlug die Türken zunächst in die Flucht. Inzwischen hat sich die Hauptmacht der Türken angenähert und eilte dem Vorauskommando zur Hilfe. Der Druck der Türken wurde immer stärker, und der Kreis um Auersperg schloss sich immer enger. Im Kampfgetümmel, beim Versuch Auerspergs, seinen Kampfgefährten Ivan Voljković aus der Bedrängnis zu befreien, wurde sein Pferd niedergeschossen, er selbst niedergerissen, getötet und geköpft.
Das den türkischen Kräften – die Rede ist von  10.000–12.000 Mann – zahlenmäßig weit unterlegene Aufgebot Auerspergs wurde vernichtend geschlagen. Neben Auersperg fielen Friedrich von Weichselberg sowie Daniel von Tettau und weitere 200 von der Mannschaft. Auerspergs Sohn Wolf Engelbrecht, Balthasar von Gusitsch, Wolf Ensthaler, Thomas Tschadesch, Hauptmann zu Serin, Julius von Sara und Christoph Purgstaller wurden gefangen genommen. Fliehen konnten Ott und Heinrich von Losenstein, Martin Wolfgang von Mordax(t) und Auerspergs Schreiber; sie brachten die Nachricht über die totale Niederlage nach Freienthurn.

### Beisetzung des Herbard von Auersperg
Herbard von Auersperg wurde am 25. September 1575 in Laibach in der protestantischen Spitalkirche der hl. Elisabeth feierlich beigesetzt. Magister Christoph Spindler, Superintendent der evangelischen Kirche in Krain, hielt die Grabpredigt. Sie wurde vom ersten Laibacher Buchdrucker Johann Mandelc (Mannel) veröffentlicht. Noch im gleichen Jahr erschien ebenfalls bei Mandelc die von Georg Khisl von Kaltenbrunn, gleichfalls ein Anhänger und Förderer des Protestantismus, in lateinischer Sprache verfasste Biographie Herbard von Auerspergs. Die deutsche Übersetzung lieferte 1576 Hans Krazenpacher.
Die Inschrift auf Auerspergs Grabstein lautete: Eloqium Herbardi ab Auersperg Herois inclyti, qui in finibus Croatiae ad Budatschki adversus Turcas strenue dimicans 22. Septembris 1575 occubuit. Herbardo ab Auersperg, sago et toga longe inclyto, Heroi in utraque fortuna spectato, qui praecipuis in Patria forisque gestis cunctis se admirabilem praebuit; cum utrique profuerit consilio et manibus ambiguum ut videtur, prudentior capitaneus Carniolae: an fortior dux militiae esset. Cecidit quisdem sed in acie sed dimicans sed occiens circumventus et pro mole pressus fatumque fato objiciens e vita cedens nos cessit animo, docens aliud esse occumbere aliud debellari, fatis concessit, ut memoriae, sublatus oculis mentium admirationi exhibeatur. Quem suorum gestorum fama, ut heroem magnanimum immortalitati hoc honoris monumento immolat.

### Triumphzug in Istanbul
Der Sieg über Herbard von Auersperg, den Hauptmann des Herzogtums Krain und Oberbefehlshabers an der Kroatischen Militärgrenze war für die dort operierenden Türken ein großer Erfolg. Am 9. Dezember 1575 sah Istanbul einen triumphalen Einzug von türkischen Verbänden. Der Sekretär des Freiherrn von Ungnad, des damaligen kaiserlichen Gesandten beim Diwan beschrieb das Ereignis sinngemäß so: Der Zug wurde von einer Abteilung Berittener von der Grenze mit ihren Kopfbedeckungen mit den langen Enden angeführt. Dahinter folgten zwei Türken mit zwei Fahnen. Unmittelbar danach schritten zwei türkische Soldaten, die auf langen Pfählen die aufgespießten Köpfe des Herbard von Auersperg und seines Kampfgefährten Friedrich von Weichselbergs trugen. Träger waren jene, die die Köpfe abgeschlagen haben. Deli Peruana, der den Auersperg köpfte, wurde zum Zaim ernannt, sein Gehalt um 250 Taler angehoben. Er hatte auch die Aussicht, in den Rang eines Alori oder Sansabegs aufzusteigen. Deli Regiex, der den Weichselberger enthauptete wurde ebenfalls Zaim mit einem Jahresgehalt von 2000 Aspern. Der abgehackte Kopf des Landeshauptmanns wirkte breit und „freundlich“ mit rötlichgrauen Bart und angegrautem Kopfhaar. Und es hatte den Anschein, als habe er eine Verwundung unterhalb der Wange davongetragen. Der Schädel des Weichselbergers war länglich und ohne Bart.
Dahinter schritten vier weitere Fahnenträger. Danach folgte Laurenz Petričević, ein gefangener ungarischer Hauptmann mit einem ungarischen Hut und kroatischen Stiefeln. Er war Burgverwalter des Herrn Jobst Thurn auf der Burg Seisenberg (Žužemberk) an der Gurk (Krka) in Unterkrain. Dahinter schritten zwei gefangene Trommler und ein Pfeifer, danach folgten zwanzig gefangene junge Männer mit eisernen Ketten um den Hals. Nahezu als letzter schritt ein junger Burgstaller mit weißen Ärmeln und ledernen Hosen und einer grün und blau gefärbten Feder auf dem Hut. Nessim Tihaja, ein Höfling des Ferhad-Begs, folgte mit Gefangenen aus Kroatien und Krain, er wurde in den Rang eines Tschauschen (etwa: Sergeant) befördert.

### Die Köpfe von Herbard von Auersperg und von Friedrich von Weichselberg
Auerspergs Kopf und dem an dessen Seite gefallenen Friedrich von Weichselbergs wurde die Haut abgezogen und gegerbt. Die so präparierten Köpfe lösten die Angehörigen gegen 20.000 Taler aus. Valvasor, der sich die Burg Auersperg sehr genau angesehen hatte, berichtet in seinem Werk „Die Ehre dess Hertzogthums Crain“, die ausgestopften Köpfe würden in einem aus Zypressenholz hergestellten kleinem Schrein in der Waffenkammer der Burg als Familienreliquien aufbewahrt. Seit in den verheerenden Kämpfen zwischen den Partisanen und den Weißgardisten (Domobranci), die sich im September 1943 in der Burg verschanzten,  die Feste Auersperg in Schutt und Asche gelegt wurde, ist der Zypressenholzschrein verschollen. Von den ausgestopften Köpfen existieren schwarzweiße Abbildungen. Es gibt aber auch ein Farbfoto davon; das könnte bedeuten, dass der kleine Schrein doch noch irgendwo aufbewahrt wird.

### Ferhadija-Moschee
Mit dem Lösegeld für die ausgestopften Kopfhäute und dem Lösegeld, das den Türken für die Freilassung von Herbard von Auerspergs jungem Sohns Wolf Engelbrecht gezahlt wurde, finanzierte Ferhad-Beg die Errichtung der Ferhadija-Moschee in Banja Luka. Die Moschee wurde in den Jahren 1579 und 1580 erbaut. Sie hat einen quadratischen Grundriss mit einer Kuppel und drei weiteren kleineren Kuppeln im Eingangsbereich.
Über dem Eingang steht die Inschrift:
Ovu velebnu bogomolju podiže u ime Allaha dobrotvor Ferhad-beg, pomagač vjernika. Žednim mačem uklesa u marmor svoje junačko ime. Ratnim imetkom podiže dobro taj odabrani muž. Spahija, prispjevši gradjevini reče joj kronogram: „Ú ime Allaha sagradjeno je ovo mjesto za vjernike!“
(Dieses erhabene Gotteshaus erbaute zu Ehren Allahs der Wohltäter Ferhad-Beg, der Helfer der Gläubigen. Mit durstigem Schwert meißelte er in den Marmor seinen heldenhaften Namen. Das im Kriege erworbene  Vermögen verwendete dieser hervorragende Mann auf vorbildliche Weise. Ein Spahi, dort angelangt, hinterließ folgendes Chronogramm: „Zu Ehren Allahs wurde dieser Ort für die Gläubigen errichtet.“)
Im Hof auf der rechten Seite der Moschee steht eine reich ausgestattete Gruft. Dorthin wurde der Leichnam des Ferhad-Pascha aus Ofen (Budim (Budapest)), des Wesirs von Ofen überführt, der im Jahre 1590 von einem seiner Sklaven ermordet wurde. Die Ferhadijamoschee ist eine der größten Moscheen in Banja Luka, die als eines der markantesten Denkmäler und als eines der schönsten architektonischen Bauwerke Bosniens bezeichnet wird.
Die Moschee wurde im Jahre 1993 von serbischen Nationalisten dem Erdboden gleichgemacht, der Grundstein für den Wiederaufbau im Jahre 2001 gelegt.

### Folgen der Niederlage
Die Nachfolge als Oberbefehlshaber an der Grenze trat Herbards Bruder Weichard von Auersperg an. Da es an Geld fehlte, musste er für einige Zeit die dort eingesetzten Soldaten entlassen. Sie zerstreuten sich in alle Winde, marodierten herum, raubten und mordeten notfalls um zu überleben. So erwuchsen sie neben den Türken zu einer der größten Gefahren für die dortige bäuerliche Bevölkerung. Diese katastrophale Lage ermöglichte den Türken  eine nahezu ungehinderte  Überquerung der Kolpa für weitere Raubzüge in Krain. Die Lage an der Grenze wurde unerträglich. Erzherzog Karl kaufte deshalb den Grafen Zriny Land zwischen den Flüssen Kolpa, Korana und Dobrna ab und ließ dort 1579 die nach ihm benannte Festung Karlstadt (Karlovac) erbauen, die später zu einem der Haupthindernisse für ein weiteres Vordringen der Türken wurde.

## Genealogie (Ausschnitt)
Pankraz (1441–1496), ⚭ 1479 Anna von Frangepan (Frangepani, slowenisch und kroatisch: Frankopan),
Kinder (des Pankraz):
1. Rosina (1471–1525), 1 ⚭ Caspar von Pergheim, 2 ⚭ Ladislaus von Thurn,
2. Octavian († um 1507),
3. Gottfried (als Kind gestorben),
4. Darius († um 1510),
5. Trojan (er folgt),
6. Herkules († 1488),
7. Juno († 1489),
8. Sophie († um 1488),
9. Anna (lebte um 1488), ⚭ um 1520 Andreas von Lamberg,
10. Caspar,
11. Barbara,
12. Katharina,
13. Monica,

Trojan (1495–1541), ⚭ 1520 Anna von Egkh-Hungerspach (* um 1502, † um 1544)
Kinder (des Trojan):
1. Christoph Georg (* um 1522),
2. Polyxena (1524–1568), ⚭ 1545 Jobst von Gallenberg (* um 1520–1566),
3. Maxentia (* um 1526), ⚭ 1545 Alexander von Obratschan († um 1561),
4. HERBARD VIII. (er folgt),
5. Esther (1511–1536),
6. Weichard (1533–1581), ⚭ 1564 Dorothe von Meseritsch–Lomnitz,
7. Dietrich (1534–1571), ⚭ 1560 Justina Gräfin von Lodron–Laterano († 1599),
Kinder (des Dietrich)
1. Johann Paris (um 1560),
2. Johann Anton (um 1562),
3. Jobst Joseph (um 1563),
4. Anna, 1 ⚭ Gabriel Freiherr von Egkh–Hungerspach, 2 ⚭ Otto von Radmannsdorf († 1610), 3 ⚭ Johann Freiherr von Boß,
5. Juliana († 1594), ⚭ 1592 Georg Siegmund Graf von Stubenberg (1570–1632),
8. Juditha (* 1536), ⚭ 1552 Johann von Scharff,
9. Anna (* 1539), 1 ⚭ 1560 Georg von Auersperg († um 1565); 2 ⚭ 1567 Wilhelm von Lamberg († 1598),
HERBARD VIII. (1528–1575), ⚭ 1549 Maria Christina Freiin von Spaur-Valör,
Kinder (des Herbard):
1. Christoph (1550–1592), 1 ⚭ 1573 Anna von Maltzan († 1583); 2 ⚭ 1589 Elisabeth von Thannhausen (ca. 1558–1595); Christoph setzte die pankrazische Linie fort. Hieraus entstammte auch die fürstliche Linie.
2. Wolf Engelbrecht (1552–1590), ⚭ 1589 Elisabeth von Egkh († nach 1621),
Tochter (des Wolf Engelbrecht):
Christina Sidonia († 1658), ⚭ Georg Freiherr von Maxlrain,
3. Trojan (1554–1569),
4. Johann Thomas (1556–1557)

## Rezeption
Durch die kaiserliche Entschließung von Franz Joseph I. vom 28. Februar 1863 wurde Herbard VIII. von Auersperg in die Liste der „berühmtesten, zur immerwährenden Nacheiferung würdiger Kriegsfürsten und Feldherren Österreichs“ aufgenommen, zu deren Ehren und Andenken auch eine lebensgroße Statue in der Feldherrenhalle des damals neu errichteten k.k. Hofwaffenmuseums (heute: Heeresgeschichtliches Museum Wien) errichtet wurde. Die Statue wurde 1868 vom Bildhauer Anton Paul Wagner aus Carrara-Marmor geschaffen, gewidmet wurde sie von Kaiser Franz Joseph selbst.